# Jan Donner (Posaunist)
Jan Donner (* 1989) ist ein deutscher Posaunist und Hochschulprofessor.

## Leben und Wirken
Jan Donner begann seine musikalische Ausbildung zunächst am Klavier, bevor er zur Posaune wechselte. Er war Jungstudent an der Folkwang Universität der Künste in Essen bei Chris Houlding (Posaune) und bei Ulrich Haas (Euphonium). Es folgten Studien bei Andreas Klein an der Universität der Künste Berlin, bei Jonas Bylund an der Musikhochschule Hannover sowie in der Solistenklasse der Hochschule für Musik und Theater Rostock.
Donner war als Posaunist (Tenor- und Bassposaune) im Orchester der Deutschen Oper Berlin tätig. Als Gast spielte er regelmäßig in Orchestern wie dem Gewandhausorchester Leipzig, dem Deutschen Symphonie-Orchester Berlin, dem Rundfunk-Sinfonieorchester Berlin, der Deutschen Radiophilharmonie Saarbrücken Kaiserslautern, dem Staatsorchester Hannover und dem Gürzenich-Orchester Köln,  der Staatskapelle Berlin, der Staatskapelle Dresden, dem Konzerthausorchester Berlin und dem Mahler Chamber Orchestra.
Als Solist trat er mit der Polnischen Kammerphilharmonie Sopot, den Bergischen Symphonikern und dem Stabsmusikkorps der Bundeswehr Berlin auf. Außerdem ist er Gründungsmitglied des Blechbläserensembles 10forBrass. Aus der kammermusikalischen Zusammenarbeit mit seiner Schwester, der Pianistin Maren Donner, entstand das 2021 veröffentlichte Album Meanwhile.
Zudem war Donner von 2018 bis 2022 Dozent an der Hochschule für Musik und Theater Rostock und unterrichtete ab 2019 am Musikgymnasium Carl Philipp Emanuel Bach in Berlin. Im Oktober 2022 wurde er zum Professor für Posaune an der Hochschule für Musik Carl Maria von Weber Dresden ernannt. Ebenfalls unterrichtet er im Rahmen von nationalen und internationalen Meisterkursen.

## Diskografie
- Portrait. Werke von u. a. J. S. Bach, Debussy, Dukas, Händel, Mahler, Schostakowitsch. Mit dem Ensemble 10forBrass (Genuin; 2013)
- Meanwhile. Werke von u. a. Richard Strauss, Robert Schumann. Mit Maren Donner, Klavier (Topaz; 2021)